# Nulla poena sine lege
Nulla poena sine lege (hrv. Nema kazne bez zakona) je jedan od pravnih fundamenata koji se tradicionalno izražavaju na latinskom jeziku.  Prema njemu mogu biti počinjena ona kaznena djela i određene kaznenopravne sankcije koje su prethodno propisane zakonom. Duža verzija ovog izraza je: Nullum crimen, nulla poena sine praevia lege poenali koji se prevodi kao "nema zločina, nema kazne, bez prethodnog kaznenog zakona". 
Ovaj pravni koncept, temeljni koncept i isto tako temeljna ideja iza pisanog zakona, zabranjuje kažnjavanje ako u trenutku neke akcije od stane pojedinca ta akcija nije bila opisana kao kriminalna. Ne samo kažnjivost određenog djela proizlazi iz postojanja propisa, već i sama kazna kojom će određeno djelo biti kažnjeno mora biti unaprijed propisano. Najbitnija implikacija i posljedica toga koncepta je što se njime zabranjuje retroaktivno kažnjavanje. Drugim riječima, ako pojedinac počini neku radnju koja se ne svidi državi, a nije otprije zakonom propisana kazna, država ga ne može kazniti zbog te radnje čak i ako donese propise kojima se ubuduće ta radnja kažnjava.
Svi moderni kazneni sustavi utemeljeni su na ovoj osnovnoj postavki te se nalazi u ustavima nekih zapadnih država. Čak i kada nije formalno propisana i parlamenti zadržavaju pravo donošenja bilo kakvoga zakona, ova postavka se poštuje i njeno kršenje je iznimno rijetko. Postavka ograničava sposobnost kažnjavanja od strane države i samovolju onih koji su na vlasti i njihovih agenata u kaznenom sustavu. Postavka ograničava državu kao takvu i jedan je od temelja pravne sigurnosti.
Postoje četiri stavke:
1. Zakon mora biti pisan (lat. nullum crimen sine lege scripta)
2. Zabrana analogije (lat. sine lege stricta)
3. Zahtjev određenosti zakonskih opisa (lat. nullum crimen sine lege certa)
4. Zabrana povratnog djelovanja kaznenoga zakona (lat. nullum crimen sine lege praevia).